# Andrena reperta
Andrena reperta är en biart som beskrevs av Warncke 1974. Andrena reperta ingår i släktet sandbin, och familjen grävbin. Inga underarter finns listade i Catalogue of Life.